# Kosierzewo
Kosierzewo (deutsch Kusserow) ist ein Dorf in der polnischen Woiwodschaft Westpommern und gehört zur Landgemeinde Malechowo (Malchow) im Powiat Sławieński (Kreis Schlawe).

## Geographische Lage
Kosierzewo liegt  in Hinterpommern, acht Kilometer südlich der Kreisstadt Sławno.   Nachbarorte von Kosierzewo sind: im Süden und Westen Ostrowiec (Wusterwitz) mit Baniewo (Banow), im Norden Kwasowo (Quatzow) und im Osten – jenseits der Rakówka (Krebsbach) – Gwiazdowo (Quäsdow) und Janiewice (Jannewitz).
Kosierzewo liegt im Urstromtal der Rakówka, etwa 65 Meter über NN. Die höchste Erhebung in der Feldmark ist der – früher so genannte – Hahnenkräh an der Grenze zu Kwasowo mit 82 Metern.

## Geschichte
Die erste urkundliche Erwähnung des Ortes erfolgte 1230 als im Besitz des Johanniterordens in Schlawe befindlich.
Im Jahre 1273 wurde die damals nach Jocobus genannte Kirche zu Schlawe vom Camminer Bischof Hermann von Gleichen mit elf Dörfern dotiert, darunter Kusserow. Das Patronat dieser Kirche hatte der Johanniterorden. Im 15. Jahrhundert veräußerten die Johanniter es gegen anderen Besitz in Mittelpommern.
1472 gehört Kusserow zu den Dörfern, die Peter von Glasenapp dem pommerschen Herzog Erich II. gegen Stadt und Land Pollnow eintauscht. Zwischen 1756 und 1776 werden die von Ramel als Besitzer genannt. 1776 gehört Kusserow dem Grafen von Münchow, in dessen Eigentum sich auch das benachbarte Dorf Quatzow (Kwasowo) befand. 1797 übernahm Ernst Heinrich Bogislaw von Bonin aus dem Hause Naseband das Dorf, dessen Nachfahren das Gut 1881 an die Familie von Below zu Saleske weitergeben, deren Enkel Hans-Joachim Görlitz  – wenn auch nur für wenige Monate – letzter Gutsherr auf Kusserow war.
Im Jahre 1818 lebten in Kusserow 229 Einwohner. Ihre Zahl stieg bis 1905 auf 394 und betrug 1939 sogar 425.
Vor 1945 gehörte Kusserow zum Amts- und Standesamtsbezirk Quatzow und Amtsgerichtsbereich Schlawe im Landkreis Schlawe i. Pom. im Regierungsbezirk Köslin der  Provinz Pommern.
Am 26. Februar 1945 erreichten erste Truppen der Roten Armee die Grabow (Grabowa). Viele Bewohner begaben sich auf die Flucht. Am 4. März verließ der Kusserower Treck das Dorf in Richtung Osten und gelangte bis nach Danzig. Die Bewohner wurden aber wieder zur Heimkehr in ihr Dorf gezwungen, wo sie im Staatsgut zuerst unter russischer, dann unter polnischer Verwaltung arbeiten mussten.
Nach dem Zweiten Weltkrieg wurde Kusserow wie ganz Hinterpommern unter polnische Verwaltung gestellt. Die Polen gaben dem Dorf den Namen Kosierzewo.
Das Dorf ist heute ein Teil der Gmina Malechowo im Powiat Sławieński der Woiwodschaft Westpommern (bis 1998 Woiwodschaft Köslin). 2012 wohnten in Kosierzewo etwa 263 Menschen.

### Ortsgliederung vor 1945
Zur Gemeinde Kusserow gehörten bis 1945 drei Ortschaften:
1. Augustenhof (polnisch: Mirogniew), ein Bauernhof zwei Kilometer östlich des Dorfsüdendes am Rande der Krebsbachwiesen,
2. Lupinenhof (Łupiny), Gutsvorwerk, zwei Kilometer östlich des Dorfnordendes am Rande der Krebsbachwiesen mit zwei Waldarbeiterhäusern; 1776 – wohl aus königlichen Gnadengeldern – angelegt,
3. Ujatzthal (Ugacie), Gutsförsterei am Rande des Krebsbachtales, zwei Kilometer nördlich von Lupinenhof, Sägewerk und zwei Waldarbeiterhäuser mit vier Wohnungen.

## Kirche

### Kirchengemeinde
Vor 1945 waren die Einwohner von Kusserow fast ausnahmslos evangelischer Konfession. Das Dorf bildete eine eigene Kirchengemeinde, die jedoch im Verbund des Kirchspiels Quatzow (Kwasowo) stand. Es gehörte zum Kirchenkreis Schlawe der Kirchenprovinz Pommern der Evangelischen Kirche der Altpreußischen Union.
1940 gehörten zur Kusserower Kirchengemeinde 400 Gemeindeglieder. Das Kirchenpatronat nahm bis zu ihrem Tode im Jahre 1944 Gutsbesitzerin Marie Görlitz Geborene von Below wahr; nach ihr – als letzter Gutsherr auf Kusserow – für wenige Monate ihr Sohn Hans-Joachim Görlitz. Letzter deutscher Geistlicher war Pfarrer Walter Paul. Die heute in Kosierzewo lebende evangelischen Kirchenglieder gehören zum Kirchspiel Koszalin (Köslin) in der Diözese Pommern-Großpolen der Evangelisch-Augsburgischen Kirche in Polen.
Seit 1945 leben in Kosierzewo überwiegend katholische Einwohner. Das Dorf ist heute Gottesdienststation der Parochie Ostrowiec (Wusterwitz) im Dekanat Sławno im Bistum Köslin-Kolberg der Katholischen Kirche in Polen.

### Dorfkirche
Die Kusserower Kirche ist ein schlichter, aus Ziegeln und Feldsteinen errichteter Bau mit Westturm. In die Westseite sind Mühlensteine eingemauert. Das Gründungsjahr des Gotteshauses ist nicht bekannt.
Der Altar trug vor 1945 eine Darstellung der Kreuzigung Jesu und das Wappen des Ernst Ramell (2. Hälfte des 17. Jahrhunderts). Die Kanzel wurde von einer Petrusfigur gestützt, und vor der Brüstung waren Figuren der vier Evangelisten angebracht. Eine Taufschale stammte aus dem Jahre 1692.

## Schule
Die zweiklassige Schule mit einem Anbau aus dem Jahre 1930 mit zwei Lehrerwohnungen stand am Südende des Dorfes. Die letzten Schulleiter waren die Lehrer Jagsch, Gliewe, Quade und Hintze.

## Verkehr
Die Ortschaft ist an die Woiwodschaftsstraße 205 Sławno–Polanów (Pollnow)–Bobolice (Bublitz) angebunden. Bis 1945 war der Ort Bahnstation an der Kleinbahnstrecke Schlawe–Pollnow–Sydow der Schlawer Bahnen.